# Zespół Webera
Zespół Webera (zespół konarowy śródmózgowia, ang. Weber's  syndrome) – pniowy zespół naprzemienny charakteryzujący się porażeniem nerwu okoruchowego po stronie ogniska i porażeniem lub niedowładem połowiczym spastycznym po stronie przeciwnej. Najczęstsze przyczyny to zawał mózgu zlokalizowany w śródmózgowiu w wyniku zakrzepu gałęzi międzykonarowych tętnicy tylnej mózgu lub tętnicy naczyniówkowej tylnej. Rzadszą przyczyną zespołu może być guz pnia mózgu.
Zespół Webera został nazwany od nazwiska brytyjskiego lekarza Hermana Webera, który go opisał w 1863 roku. 